# Радинка Марковић Капетановић
Радинка Марковић Капетановић (Зворник, 1948 – Београд, 17. јануар 2021) била је југословенски и српски радиотелевизијски новинар, водитељ и познати спикер РТВ Сарајево.

## Биографија
Радинка Марковић (Радинка Марковић Капетановић, Радинка Капетановић Марковић, Радинка Капетановић) рођена је у Зворнику 1948. године, од оца Боже и мајке Анђе. Отац Божо био је дугогодишњи директор једне зворничке банке. Мајка Анђа, која је била родом из Србије, била је службеница у банци. Брат јој се звао Јовица. Живјели су у зворничком насељу Фетија. Радинка је била удата за познатог сарајевског новинара и радиотелевизијског водитеља Зорана Капетановића.
Основну и средњу школу завршила је у Зворнику. Факултетско образовање стицала је у Сарајеву, на Филозофском факултету, на одсјеку за српски језик и књижевност.
Још током студија, одлази на аудицију за спикера, коју је организовала Радио-телевизија Сарајево, и улази у ужи избор, а потом бива и примљена, прво на Радио Сарајево, а потом и на Телевизију Сарајево. Јавност у бившој Југославији памтиће је, уз Љиљану Благојевић, као једну од најбољих жена спикера Телевизије Сарајево.
Почетком Одбрамбено-отаџбинског рата, одлази у Београд, да би дјецу смјестила на сигурно и запошљава се као спикер на Телевизији Београд.
У пензију је отишла 2001. године.
Преминула је у Београду, 17. јануара 2021. године. Сахрањена је 20. јануара 2021. године на Новом бежанијском гробљу у Београду.